# Augusta Díaz de Rivera
Augusta Valentina Díaz de Rivera Hernández (10 de enero de 1961) es una política mexicana, miembro del Partido Acción Nacional. Actualmente es Presidenta del Partido Acción Nacional en Puebla. 
Fue Regidora del H. Ayuntamiento de Puebla, para el periodo 2018-2021. 
Augusta Valentina Díaz de Rivera es Licenciada en Relaciones Internacionales por la Universidad de las Américas Puebla, Maestra en Políticas Públicas y Administración Pública, por el Instituto Tecnológico de Estudios Superiores de Monterrey y tiene un Diplomado en Migración y Gobernanza por el Centro de Investigación y Docencia Económicas (CIDE). En 2002 fue elegida regidora al Ayuntamiento de Atlixco, Puebla, para el periodo que culminó en 2005, mismo año en que fue elegida Diputada al Congreso de Puebla, donde se desempeñó hasta 2008.
En 2009 fue elegida diputada federal por el principio de representación proporcional a la LXI Legislatura culminando su periodo en 2012, siendo en ella secretaria de la Comisión de Medio Ambiente y Recursos Naturales, así como miembro de las comisiones de Equidad y Género, de Relaciones Exteriores, y Sobre Cambio Climático.
El 13 de abril de 2011 recibió atención mediática al enfrentarse verbalmente en la Cámara de Diputados con el también diputado Gerardo Fernández Noroña, durante el desarrollo de la sesión de la cámara.
En 2012 fue candidata al Senado de la República por el Estado de Puebla.